# Lijst van borstelwormen in het Belgisch deel van de Noordzee
Deze borstelwormen komen voor in het Belgische deel van de Noordzee:
| Naam                                                       | afbeelding |
| ---------------------------------------------------------- | ---------- |
| Alitta succinea (Leuckart, 1847)                           |            |
| Alitta virens (M. Sars, 1835)                              |            |
| Ampharete acutifrons (Grube, 1860)                         |            |
| Aonides oxycephala (Sars, 1862)                            |            |
| Aonides paucibranchiata Southern, 1914heter                |            |
| Aphelochaeta marioni (de Saint Joseph, 1894)               |            |
| Aphrodita aculeata Linnaeus, 1758                          |            |
| Arenicola defodiens Cadman & Nelson-Smith, 1993            |            |
| Arenicola marina (Linnaeus, 1758)                          |            |
| Aricidea cerrutii Laubier, 1966                            |            |
| Aricidea minuta Southward, 1956                            |            |
| Aricidea suecica Eliason, 1920                             |            |
| Bylgides sarsi (Kinberg in Malmgren, 1866)                 |            |
| Capitella capitata (Fabricius, 1780)                       |            |
| Capitella minima Langerhans, 1881                          |            |
| Caulleriella killariensis (Southern, 1914)                 |            |
| Chaetopterus variopedatus (Renier, 1804)                   |            |
| Chaetozone setosa Malmgren, 1867                           |            |
| Cirratulus cirratus (O. F. Müller, 1776)                   |            |
| Ctenodrilus serratus (Schmidt, 1857)                       |            |
| Erinaceusyllis erinaceus (Claparède, 1863)                 |            |
| Eteone barbata Malmgren, 1865                              |            |
| Eteone flava (Fabricius, 1780)                             |            |
| Eteone longa (Fabricius, 1780)                             |            |
| Eulalia bilineata (Johnston, 1840)                         |            |
| Eulalia pusilla Ørstedt, 1843                              |            |
| Eulalia viridis (Linnaeus, 1767)                           |            |
| Eumida sanguinea (Örsted, 1843)                            |            |
| Eunereis longissima Johnston, 1840                         |            |
| Euphrosine armadillo Sars, 1851                            |            |
| Eusyllis blomstrandi Malmgren, 1867                        |            |
| Euzonus flabelligerus (Ziegelmeier, 1955)                  |            |
| Exogone naidina Örsted, 1845                               |            |
| Exogone hebes (Webster & Benedict, 1884)                   |            |
| Ficopomatus enigmaticus (Fauvel, 1923)                     |            |
| Gattyana cirrhosa (Pallas, 1766)                           |            |
| Glycera alba (O.F. Müller, 1776)                           |            |
| Glycera capitata Örsted, 1843                              |            |
| Glycera gigantea Quatrefages, 1866                         |            |
| Glycera lapidum Quatrefages, 1866                          |            |
| Glycera tesselata Grube, 1840                              |            |
| Glycera tridactyla Schmarda, 1861                          |            |
| Glycera unicornis Savigny in Lamarck, 1818                 |            |
| Glycinde nordmanni (Malmgren, 1866)                        |            |
| Goniada maculata Örsted, 1843                              |            |
| Goniadella bobretzkii (Annenkova, 1929)                    |            |
| Goniadella galaica (Rioja, 1923)                           |            |
| Harmothoe extenuata (Grube, 1840)                          |            |
| Harmothoe glabra (Malmgren, 1866)                          |            |
| Harmothoe impar (Johnston, 1839)                           |            |
| Harmothoe longisetis (Grube, 1863)                         |            |
| Hediste diversicolor (O.F. Müller, 1776)                   |            |
| Hesionura augeneri (Friedrich, 1937)                       |            |
| Hesionura elongata (Southern, 1914)                        |            |
| Heteromastus filiformis (Claparède, 1864)                  |            |
| Hydroides norvegicus Gunnerus, 1768                        |            |
| Hypereteone foliosa (Quatrefages, 1865)                    |            |
| Lagis koreni Malmgren, 1866                                |            |
| Lanice conchilega (Pallas, 1766)                           |            |
| Lepidonotus squamatus (Linnaeus, 1758)                     |            |
| Lumbrineris fragilis (O.F. Müller, 1766)                   |            |
| Lumbrineris latreilli Audouin & Milne Edwards, 1834        |            |
| Lysilla loveni Malmgren, 1866                              |            |
| Macrochaeta helgolandica Friedrich, 1936                   |            |
| Magelona filiformis Wilson, 1959                           |            |
| Magelona johnstoni Fiege, Licher & Mackie, 2000            |            |
| Magelona mirabilis (Johnston, 1865)                        |            |
| Malacoceros fuliginosus (Claparède, 1870)                  |            |
| Malmgreniella arenicolae (de Saint Joseph, 1888)           |            |
| Malmgreniella castanea (McIntosh, 1876)                    |            |
| Malmgreniella lunulata (Delle Chiaje, 1830)                |            |
| Manayunkia aestuarina (Bourne, 1883)                       |            |
| Marenzelleria neglecta Sikorski & Bick, 2004               |            |
| Marenzelleria viridis (Verrill, 1873)                      |            |
| Marphysa sanguinea (Montagu, 1815)                         |            |
| Maupasia coeca Viguier, 1886                               |            |
| Mediomastus fragilis Rasmussen, 1973                       |            |
| Microphthalmus similis Bobretzky, 1870                     |            |
| Myrianida prolifera (O.F. Müller, 1788)                    |            |
| Mysta picta (Quatrefagues, 1865)                           |            |
| Nephtys assimilis Örsted, 1843                             |            |
| Nephtys caeca (Fabricius, 1780)                            |            |
| Nephtys cirrosa (Ehlers, 1868)                             |            |
| Nephtys hombergii Savigny in Lamarck, 1818                 |            |
| Nephtys kersivalensis McIntosh, 1908                       |            |
| Nephtys longosetosa Örsted, 1842                           |            |
| Nereis pelagica Linnaeus, 1758                             |            |
| Notomastus latericeus Sars, 1851                           |            |
| Odontosyllis ctenostoma Claparède, 1868                    |            |
| Odontosyllis fulgurans (Audouin & Milne Edwards, 1833)     |            |
| Ophelia borealis Quatrefages, 1866                         |            |
| Ophelia limacina (Rathke, 1843)                            |            |
| Ophelia rathkei McIntosh, 1908                             |            |
| Ophryotrocha gracilis Huth, 1933                           |            |
| Orbinia latreillii (Audouin & Milne-Edwards, 1833)         |            |
| Owenia fusiformis Delle Chiaje, 1844                       |            |
| Oxydromus flexuosus (delle Chiaje, 1827)                   |            |
| Parougia eliasoni (Oug, 1978)                              |            |
| Pholoe inornata Johnston, 1839                             |            |
| Pholoe minuta (Fabricius, 1780)                            |            |
| Pholoe pallida Chambers, 1985                              |            |
| Phyllodoce groenlandica Oersted, 1842                      |            |
| Phyllodoce laminosa Savigny in Lamarck, 1818               |            |
| Phyllodoce lineata (Claparède, 1870)                       |            |
| Phyllodoce longipes Kinberg, 1866                          |            |
| Phyllodoce maculata (Linnaeus, 1767)                       |            |
| Phyllodoce mucosa Örsted, 1843                             |            |
| Phyllodoce rosea (McIntosh, 1877)                          |            |
| Pisione remota (Southern, 1914)                            |            |
| Podarkeopsis capensis (Day, 1963)                          |            |
| Poecilochaetus serpens Allen, 1904                         |            |
| Polydora ciliata (Johnston, 1838)                          |            |
| Polydora cornuta Bosc, 1802                                |            |
| Polydora hoplura Claparède, 1869                           |            |
| Polygordius appendiculatus Fraipont, 1887                  |            |
| Protodorvillea kefersteini (McIntosh, 1869)                |            |
| Protodriloides chaetifer (Remane, 1926)                    |            |
| Psammodrilus balanoglossoides Swedmark, 1952               |            |
| Pseudomystides limbata (Saint-Joseph, 1888)                |            |
| Pseudopolydora antennata (Claparède, 1869)                 |            |
| Pseudopolydora pulchra (Carazzi, 1893)                     |            |
| Pygospio elegans Claparède, 1863                           |            |
| Sabellaria spinulosa Leuckart, 1849                        |            |
| Sagitella kowalewskii Wagner, 1872                         |            |
| Scolelepis squamata (O.F. Muller, 1806)                    |            |
| Scolelepis bonnieri (Mesnil, 1896)                         |            |
| Scoloplos armiger (Müller, 1776)                           |            |
| Sigalion mathildae Audouin & Milne Edwards in Cuvier, 1830 |            |
| Sphaerodorum gracilis (Rathke, 1843)                       |            |
| Sphaerosyllis hystrix Claparède, 1863                      |            |
| Spio filicornis (Müller, 1776)                             |            |
| Spio goniocephala Thulin, 1957                             |            |
| Spiophanes bombyx (Claparède, 1870)                        |            |
| Spiophanes kroyeri Grube, 1860                             |            |
| Spirobranchus lamarcki (Quatrefages, 1866)                 |            |
| Spirobranchus triqueter (Linnaeus, 1758)                   |            |
| Sthenelais boa (Johnston, 1833)                            |            |
| Sthenelais limicola (Ehlers, 1864)                         |            |
| Streblospio benedicti Webster, 1879                        |            |
| Streptodonta pterochaeta (Southern, 1914)                  |            |
| Streptosyllis websteri Southern, 1914                      |            |
| Syllidia armata Quatrefages, 1866                          |            |
| Syllis armillaris (O.F. Müller, 1776)                      |            |
| Syllis cornuta Rathke, 1843                                |            |
| Syllis gracilis Grube, 1840                                |            |
| Syllis hyalina Grube, 1863                                 |            |
| Thelepus cincinnatus (Fabricius, 1780)                     |            |
| Tomopteris helgolandica (Greeff, 1879)                     |            |
| Travisia forbesii Johnston, 1840                           |            |